# Kisseleffstraße

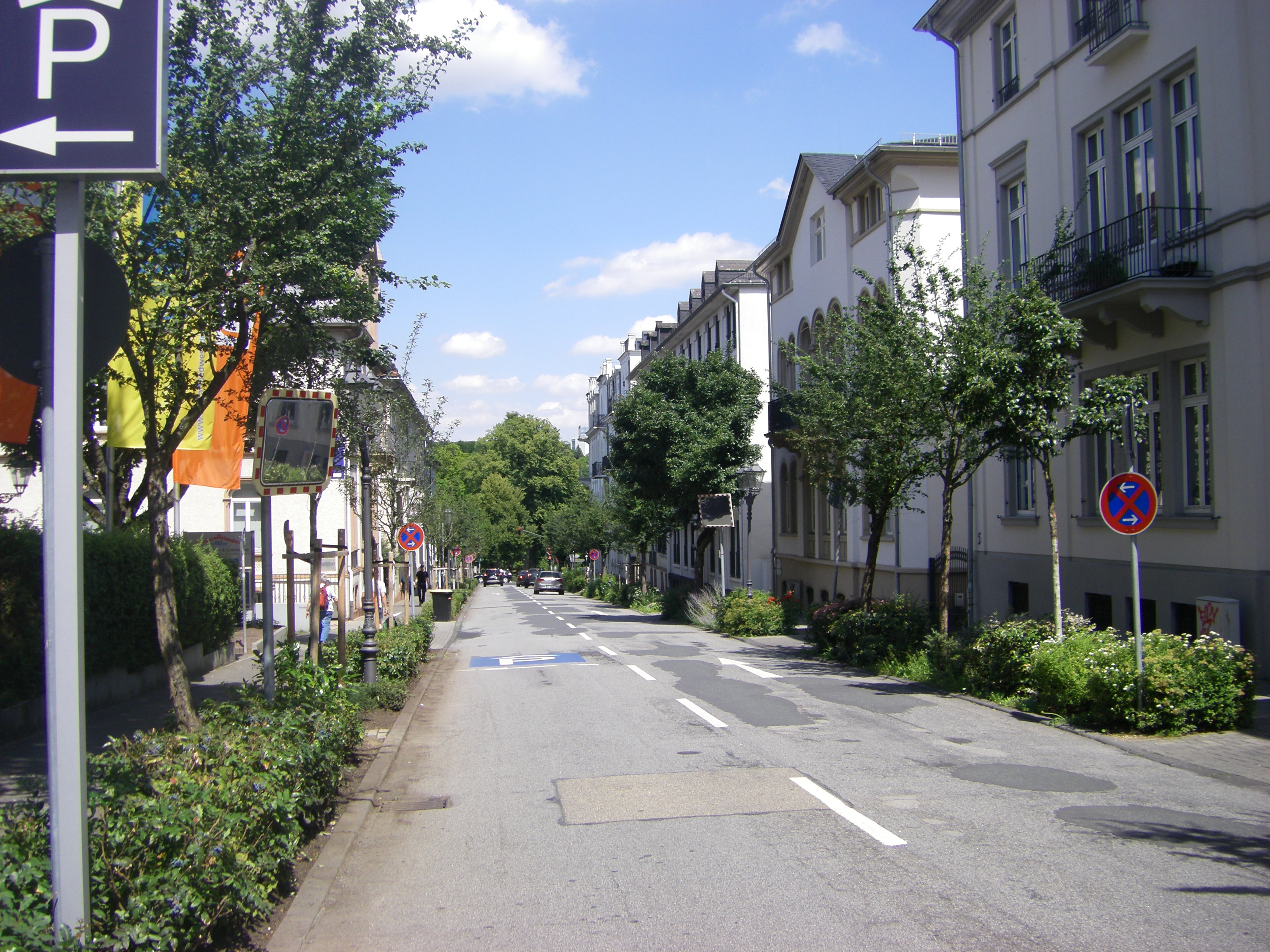
Blick in die Kisseleffstraße nahe der Ecke zur Louisenstraße bergab zur Kaiser-Friedrich-Promenade

Die Kisseleffstraße ist eine rund 820 Meter lange Straße im Stadtzentrum von Bad Homburg vor der Höhe. Sie ist neben der in Bukarest gelegenen Șoseaua Kiseleff die einzige Straße mit diesem Namen in Europa. Während die Straße in der rumänischen Hauptstadt nach dem russischen Grafen Pavel Kisseleff benannt ist, der die russische Militärverwaltung in Rumänien von 1829 bis 1834 führte, ist die Bad Homburger Straße nach seiner Frau Sophie Stanislowna Kiselewa, Tochter des polnischen Magnaten Stanisław Szczęsny Potocki, benannt. Seit den frühen 1840er Jahren verbrachte sie einen nicht unerheblichen Teil ihres Lebens in Bad Homburg und bereits 1843 besaß sie vier Landhäuser an der Allee nach den Brunnen, wie das Teilstück der Kisseleffstraße nördlich der Promenade bis 1900 hieß.

## Lage
Die Kisseleffstraße verläuft zwischen Paul-Ehrlich-Weg bzw. Weinbergsweg im Norden und der Straße Schöne Aussicht im Süden. Ihr längster Abschnitt durchschneidet den Bad Homburger Kurpark im nördlichen Bereich, bevor sie an der Prachtstraße Kaiser-Friedrich-Promenade in den bebauten Stadtbereich übergeht. In südlicher Richtung kreuzt sie anschließend die nicht minder wichtige Louisenstraße, bevor sie an der Straße Schöne Aussicht endet. Im Bad Homburger Kurpark führt sie unter anderem vorbei am Kaiser-Wilhelms-Bad und an der Spielbank, die an der abzweigenden Brunnenallee liegt.

## Die Namensgeberin

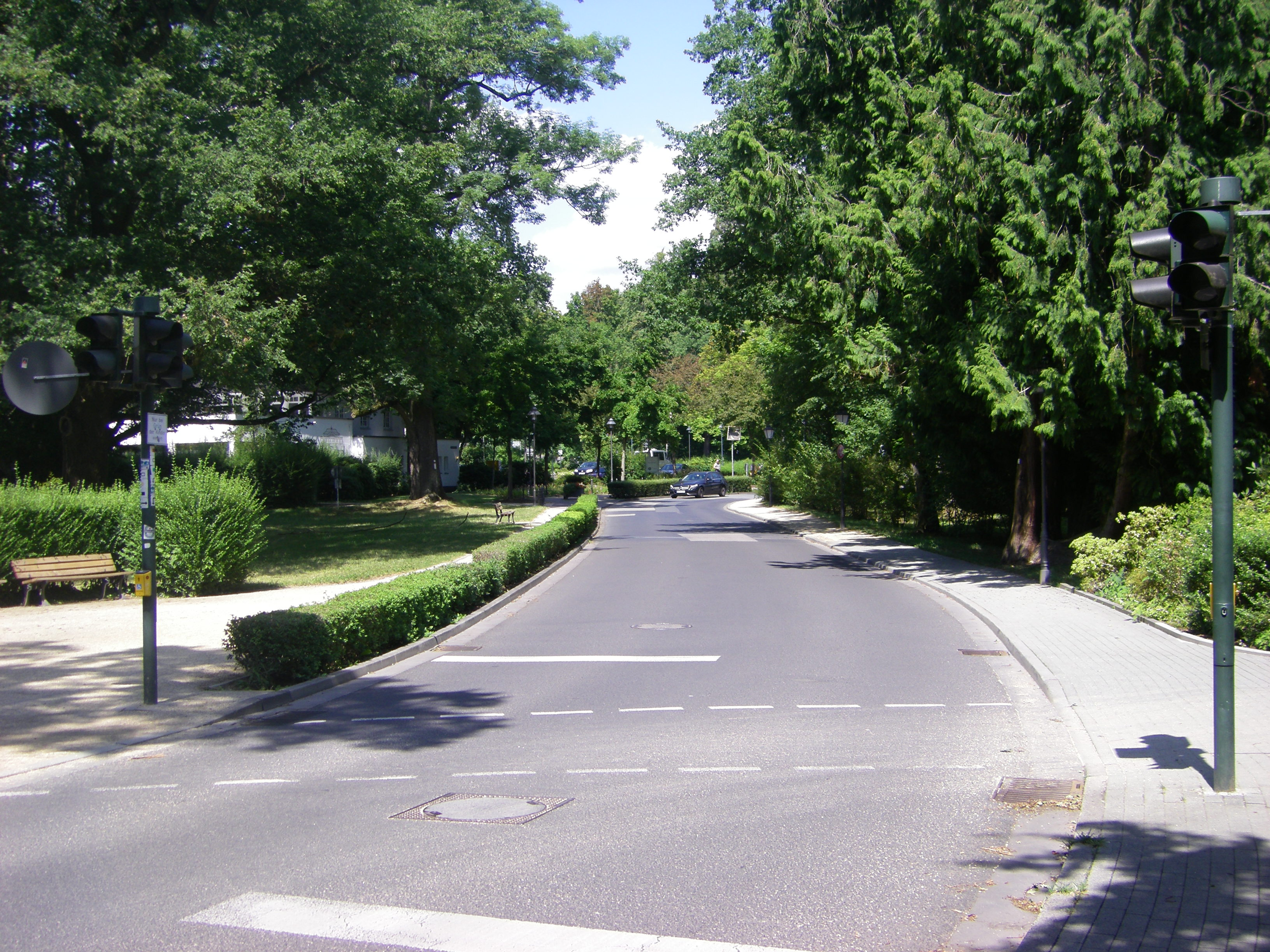
Abschnitt der Kisseleffstraße im Bad Homburger Kurpark zwischen Tennisbar (links) und Spielbank (rechts); beide nicht im Bild.

Der 1841 eröffneten Spielbank kommt eine große Rolle bei der Namensfindung für die Kisseleffstraße zu. Denn ihre Namensgeberin Sophie Kiselewa war der Spielsucht verfallen und hielt sich oft tagelang in der Spielbank auf. Dort verspielte sie zwar einerseits Unsummen an Geld, partizipierte aber andererseits durch ihre an der Spielbank erworbenen Anteile auch an deren Gewinnen.
Durch ihre „allgegenwärtige“ Präsenz in der Spielbank fand Sophie Kiselewa auch Eingang in die Literatur. So diente sie offensichtlich als Vorbild für den russischen Schriftsteller Fjodor Michailowitsch Dostojewski, der Bad Homburg dreimal besuchte und in seinem Roman Der Spieler eine von Spielsucht besessene russische Gräfin beschreibt, die in einem Sessel zum Roulette-Tisch getragen wird. Für die Homburger Heimatforscherin Gerta Walsh liegt nahe, dass ihm Sophie Kiselewa als Vorbild für diese Beschreibung diente und Dostojewski ihr bei seinem ersten Besuch in Homburg 1863 begegnet ist.
Der einem alten lombardischen Adelsgeschlecht entstammende Schriftsteller Egon Caesar Conte Corti beschreibt sie in seinem Buch Der Zauberer von Homburg und Monte Carlo als krank „und vom Alter gebeugt“. Zu dieser Zeit war sie kaum mehr als 40 Jahre alt.
Auch der schottische Schriftsteller Robert Louis Stevenson, der sich im Alter von elf Jahren für vier Wochen mit seinen Eltern in Homburg aufhielt, begegnete Sophie Kiselewa, die einen nachhaltig negativen Eindruck auf den späteren Verfasser der Schatzinsel hinterließ: „Das Schlimmste, was ich sah, war die alte Gräfin. Sie war ungeheuer alt und gebrechlich und hatte ein böses Gesicht. Nacht für Nacht, Tag für Tag kam die alte Gräfin an die Spieltische, ihr Stuhl war für sie reserviert und dort spielte sie. Ich hörte, sie habe alles verlassen: Ehemann, Familie, Charakter um dieses armseligen Vergnügens willen.“ (zu jener Zeit war die Gräfin 57 Jahre alt).

## Geschichte

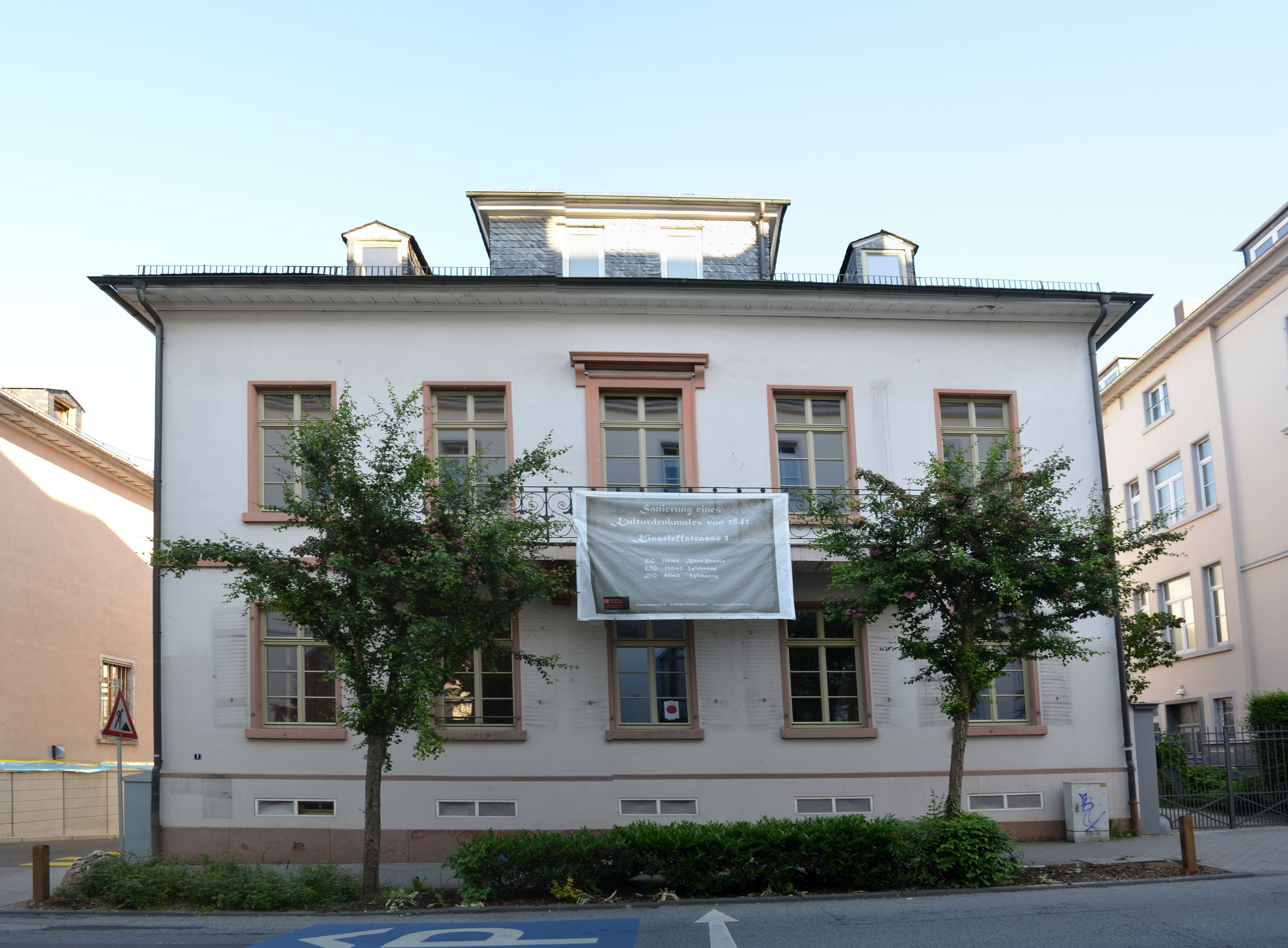
Kisseleffstraße 1

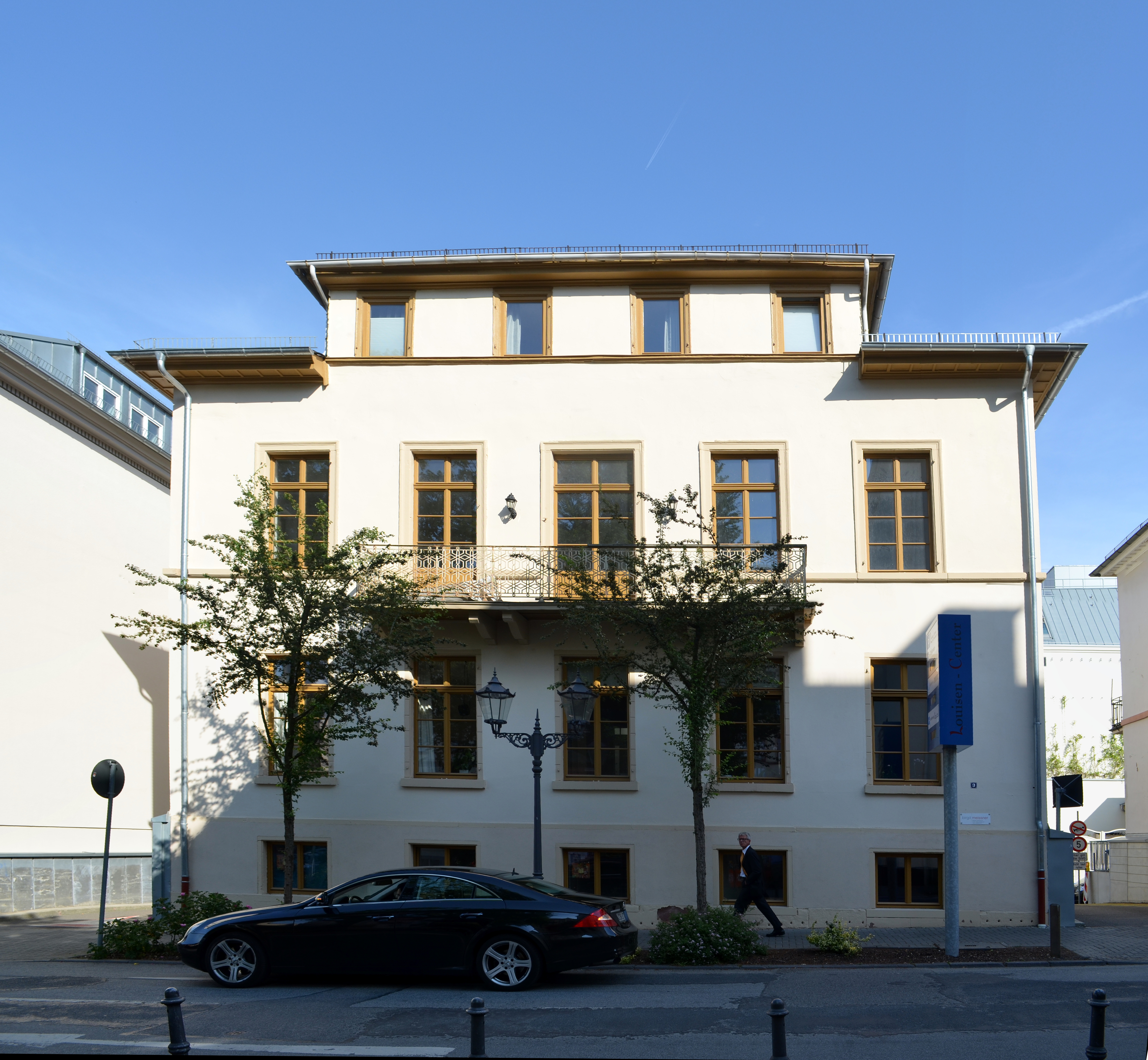
Kisseleffstraße 3

Bereits zu Lebzeiten der Gräfin Kiselewa erhielt 1857 der älteste Abschnitt der Straße, der die Louisenstraße mit der Promenade verbindet, seinen heutigen Namen. 1892 folgte der südlichste Abschnitt von der Louisenstraße bis zur Schönen Aussicht, ehe die Straße im Jahr 1900 ihre heutige Länge erhielt, als der durch den Homburger Kurpark führende Abschnitt nördlich der Promenade (die vorherige Allee nach den Brunnen) ebenfalls in die Kisseleffstraße einbezogen wurde.
Zu jener Zeit befanden sich an der Straße unter anderem die heutigen Gebäude mit den Nummern 1 und 3.
Das Gebäude Nummer 1 wurde laut der Denkmaltopografie der Stadt Bad Homburg im Jahr 1841 für die russische Gräfin Sophie Kisseleff erbaut, die die Villa wahrscheinlich aber nie selbst bewohnt hat.
Das um 1844 errichtete Gebäude Nummer 3 diente in seiner Anfangszeit als Hotel. Einer seiner ersten Gäste war der russische Schriftsteller Nikolai Wassiljewitsch Gogol, der dort vom 19. Mai bis 5. Juni 1845 seine Unterkunft bezog, bevor er (bis zum 22. Juni) ins benachbarte Hotel Russischer Hof (die heutigen Louisen-Arkaden) übersiedelte. Vom 12. Juli bis 8. August 1862 stiegen die Eheleute Stevenson mit ihrem damals elfjährigen Sohn Robert, dem späteren Verfasser der Schatzinsel, in dem Hotel ab.
Das an der Louisenstraße befindliche Hotel Russischer Hof war 1868 bis zur Kisseleffstraße (heutige Nummer 6) erweitert worden.
Weitere Übernachtungsmöglichkeiten für Gäste boten an der Kisseleffstraße das 1857 errichtete Gebäude Nummer 7, das zwischen 1893 und 1914 als Hotel Bristol firmierte sowie das unter Nummer 19 befindliche Hotel Villa Kisseleff, das um 1842 als eines der privaten Residenzhäuser der russischen Gräfin Sophie Kisseleff erbaut wurde.
Haus Nr. 12 gehörte zeitweise dem Hoffotografen Thomas Heinrich Voigt und wurde in der Zeit des Dritten Reichs als sogenanntes „Judenhaus“ genutzt.

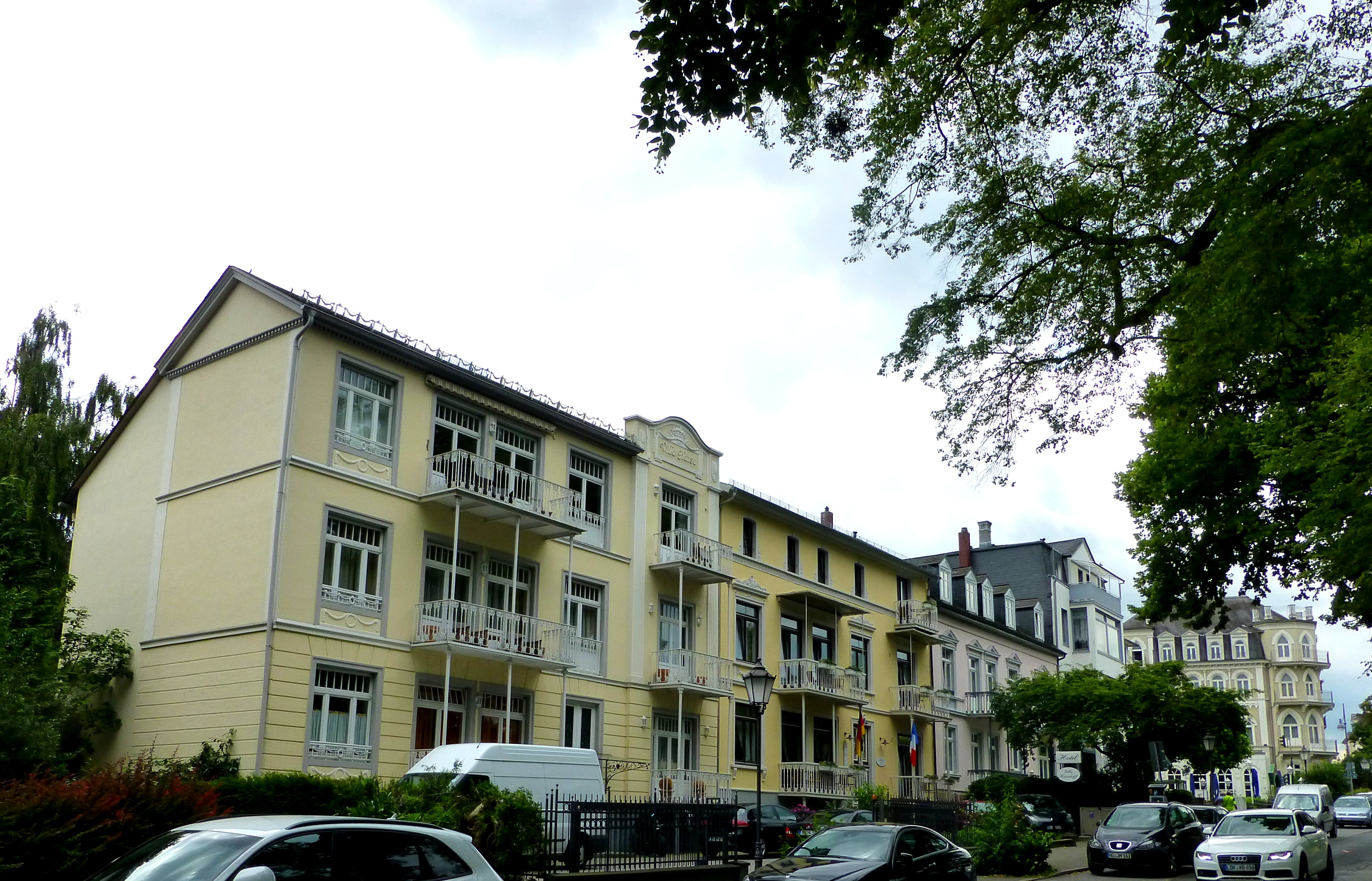
Villa Hansa

Die Villa Hansa (Hausnummer 21) war ab 1947 Sitz der Sonderstelle Geld und Kredit, die die Währungsreform 1948 vorbereitete.

## Denkmalschutz
Eine Vielzahl von Gebäuden an der Promenade steht unter Denkmalschutz. Siehe hierzu Liste der Kulturdenkmäler in Bad Homburg vor der Höhe#K.